# キンバー イージス
キンバー イージス（英語：Kimber Aegis）は、M1911拳銃をベースに、1980年代にアメリカ合衆国のキンバー社が開発した半自動拳銃である。
9x19mmパラベラム弾を使用。装弾数は9+1発と少ないが、構造がやや簡単であるため故障は少ない方である。
フレームがアルミニウム製なため軽量で、さらにグリップも細くなっているので、隠匿携帯に向いている。